# Años 220 a. C.
Los años 220 antes de Cristo transcurrieron entre los años 229 a. C. y 220 a. C.

## Acontecimientos
- 230 a. C.: Átalo I asume el título de rey de Pérgamo.
- 229-228 a. C.: en Cartago (en la actual Túnez) el general Asdrúbal el Bello se convierte en comandante en jefe de los ejércitos cartagineses en Hispania tras la muerte de su suegro, el general Amílcar Barca.
- 229 a. C.: la Primera Guerra Iliria comienza cuando el Senado romano envía un ejército bajo el mando de los cónsules Lucio Postumio Albino y Cneo Fulvio Centumalo a Iliria. Roma fuerza la retirada de las guarniciones ilirias en las ciudades griegas de Epidamno, Apolonia, Corcira y Faros y establece un protectorado sobre estas ciudades griegas.
- 229 a. C.: la tribu iliria de los ardieos es sometida por los romanos.
- 229 a. C.: el rey de Macedonia, Demetrio II, muere. Su sobrino, Antígono III asciende al trono macedonio como regente por su medio-primo y el futuro rey Filipo V, quien solo tiene diez años.
- 229 a. C.: preocupado por la expansión de Roma, Antígono III sigue una política de hacerse amigo de los ilirios, incluso aunque los griegos en la región apoyan a Roma en sofocar a los piratas ilirios.
- 229 a. C.: en Iliria, la implicación de Roma lleva al establecimiento de relaciones amistosas entre Roma y los enemigos de Macedonia: la Liga etolia y la Liga Aquea, que aprueban la supresión de la piratería iliria.
- 229 a. C.: Arato de Sición trae Argos a la Liga Aquea y luego ayuda a liberar Atenas. Esta trae a Arato al conflicto con Esparta.
- 229 a. C.: en la península ibérica Diodoro Sículo menciona a un rey de los orisos desde esta fecha hasta 225 a. C.[1]
- 229 a. C.: en China, el estado de Qin conquista el estado de Zhao.
- 228-221 a. C.: Asdrúbal al frente de los cartagineses en Hispania.[2]
- 228 a. C.: la República romana y Massalia firman un tratado.
- 228 a. C.: la República romana y Cartago firman un tratado, en virtud del cual ambas partes se repartían la península ibérica, constituyendo la frontera el río Ebro como límite. Roma se quedaba con la zona norte y Cartago con la sur.
- 227 a. C.: en la actual Región de Murcia el general cartaginés Asdrúbal el Bello expele a los habitantes de una aldea ibérica o tartésica y la renombra Qart Hadasht (‘ciudad nueva’), que tras la conquista romana (209 a. C.) se llamará en latín Carthago Nova (actual Cartagena).
- 227 a. C.: Asdrúbal el Bello funda Cartagena (España).
- 227 a. C.: la República romana crea dos nuevas preturas: para Sicilia y Cerdeña.
- 227 a. C.: en China, Jing Ke intenta asesinar a Qin Shi Huang
- 226 a. C.: en la isla de Rodas (Grecia) y aldeañas, un terremoto mata a miles de personas y destruye el Coloso de Rodas, que solo duró 66 años. La gran estatua de hierro (de 32 m de altura) recubierta en bronce quedará acostada sobre una colina, hasta que en el año 654 los sarracenos robarán el bronce.
- 226 a. C.: Cartago y Roma firman el Tratado del Ebro por el que Asdrúbal se compromete a no pasar más al norte de la línea del Ebro.
- 225 a. C.: en Hispania, el general cartaginés Asdrúbal el Bello funda en el sur de Iberia Qart Hadasht (Cartagena).
- 225 a. C.: en Bactria sube al trono Eutidemo I.
- 225 a. C.: una coalición de tribus galas cisalpinas (taurinos, taurisces, insubrios, lingones, salasios, agones y boyos), reforzados por grandes números de aventureros transalpinos llamados gesatas (Gaesati), invaden Italia. Evitando a los romanos en Arimino, los galos cruzaron los Apeninos para entrar en Etruria, saqueando el país.
- 225 a. C.: para salir al encuentro de esta invasión, los romanos llamaron a los enemigos de los insubrios, los vénetos del Adriático, los patavinos, y los cenomanos, quienes rápidamente movilizaron fuerzas defensivas. Estos ejércitos estaban bajo el mando de los cónsules Lucio Emilio Papo y Gayo Atilio Régulo. Después de la Batalla de Fasulas (cerca de Montepulciano) entre los galos y un ejército romano pierden muchos hombres, las fuerzas romanas combinadas tienen éxito al sobrepasar a los galos y forzar a los invasores hacia la costa de Toscana.
- 222 a. C.: se libra la batalla de Selasia, que enfrenta a los ejércitos de Antígono III de Macedonia, y de Cleómenes III, rey de Esparta.
- 222 a. C.: en la península ibérica, Aníbal Barca, de 25 años de edad, se convierte en jefe de las fuerzas militares cartaginesas después de que el general Asdrúbal fuera apuñalado.
- 221 a. C.: unificación de China. Comienza la dinastía Ch'in, que llegará hasta el año 206 a. C.
- 221 a. C.: Aníbal Barca emprende una exitosa campaña contra los olcades.
- 221 a. C.: en Esparta se instaura una república, que se mantendrá hasta el 219 a. C.
- 221 a. C.: sube al trono Filipo V de Macedonia.
- 221 a. C.: comienza la construcción de las primeras estructuras de la Muralla China

## Nacimientos
- 227 a. C.: Publio Cornelio Escipión Nasica (f. 171 a. C.), cónsul romano en el 191 a. C.
- 228 a. C.: Tito Quincio Flaminino, político y general romano.

## Fallecimientos
- 230 a. C.: Aristarco de Samos, astrónomo y matemático griego.
- 229 a. C.: fallece Demetrio II de Macedonia el Etólico. Le sucede el tutor de su hijo, que tenía solo doce años, Antígono III Dosón.
- 229 a. C.: fallece Cielas de Bitinia. Le sucedió en el trono su hijo Prusias I.
- 228 a. C.: en Hispania, muere el cartaginés Amílcar Barca cuando huía del ataque del rey Orissón, jefe de los oretanos.
- 228 a. C.: Eudamidas III, rey de Esparta, es asesinado por su colega en el trono, Cleómenes III.
- 227 a. C.: Jing Ke, responsable del atentado contra el rey Qin Shi Huang.
- 226 a. C.: Seleuco II, quien fue sucedido por su hijo Seleuco III.
- 226 a. C.: Antíoco Hierax, de la dinastía seléucida.
- 223 a. C.: Seleuco III es asesinado por uno de sus oficiales mientras luchaba contra Átalo I. Su hermano Antíoco III el Grande le sucede en el gobierno del Imperio seléucida.
- 222 a. C.: Ctesibio de Alejandría, matemático e inventor griego.
- 221 a. C.: Antígono III (rey de Macedonia); el trono pasa a Filipo V.
- 221 a. C.: Ptolomeo III de Egipto.
- 221 a. C.: Asdrúbal el Bello en Iberia, a manos de un esclavo del rey celta Tago, que vengó con este acto la muerte de su señor.